# 捷西夫
50°30′17″N 26°37′46″E / 50.50472°N 26.62944°E
捷西夫（烏克蘭語：Тесів），是烏克蘭西北部的村莊，隸屬里夫內州的里夫內區。該村始建於1568年，面積2.22平方公里，海拔高度212米，2001年人口421，人口密度每平方公里189.8人。